# Jump-cut
Il jump-cut (in italiano Taglio interno) è un termine utilizzato nell'ambito del montaggio di un filmato per indicare il taglio della parte centrale di un'inquadratura lasciandone quindi le parti iniziale e finale, senza che tra loro ci sia continuità temporale: altrimenti chiamato taglio in asse. Gli oggetti in movimento paiono saltare da una posizione all'altra.

## Utilizzo
I jump cut sono dei veri e propri salti, inquadrature tagliate, dove non ci si preoccupa di usare raccordi classici, ma neppure falsi raccordi; si usa semplicemente una ellissi temporale. La tecnica del jump cut si è sviluppata con la Nouvelle Vague francese, in particolare il primo film in cui fu usata ampiamente fu Fino all'ultimo respiro di Jean-Luc Godard. Più recentemente questa tecnica è stata utilizzata dal regista Guy Ritchie in Snatch - Lo strappo.
In ambito musicale e compositivo si può rilevare l'applicazione di tale tecnica in diversi arrangiamenti e scritture di musicisti come Frank Zappa (Uncle Meat,Lumpy Gravy), John Zorn ( Spillane, Naked City, Radio) e del gruppo californiano The Residents (Meet the Residents, Third Reich'n'Roll). 